# Marcel Lanfranchi
Marcel Lanfranchi (Ciudad de Túnez, 11 de enero de 1921 - Cazères, 10 de septiembre de 2013) fue un jugador de fútbol profesional francés nacido en Túnez que jugaba en la demarcación de delantero.

## Biografía
Marcel Lanfranchi debutó como futbolista profesional en 1946 con el US de Cazères. Tras dos temporadas en el club fue traspasado al Toulouse FC, donde permaneció cuatro años. Tras cosechar 36 goles en 87 partidos jugados, fue fichado por el Perpignan Canet FC, donde se retiró al finalizar la temporada de 1953. Ocho años después de su retiro como futbolista, el US Tarascon lo fichó como entrenador del club. Posteriormente fichó por el Bagnères-de-Luchon Sports y por el US Cazères, equipo en el que debutó como futbolista. Finalmente el AS Porto Vecchio fichó a Marcel para entrenar al club durante una temporada, retirándose al final de la misma como entrenador.
Marcel Lanfranchi falleció el 10 de septiembre de 2013 en Cazères a los 92 años de edad.

## Selección nacional
Marcel Lanfranchi fue convocado por la selección de fútbol de Francia para jugar los Juegos Olímpicos de Londres 1948.

## Clubes
| Club               | País    | Año         | Partidos | Goles |
| ------------------ | ------- | ----------- | -------- | ----- |
| US de Cazères      | Francia | 1946 - 1948 | ¿?       | ¿?    |
| Toulouse FC        | Francia | 1948 - 1952 | 87       | 36    |
| Perpignan Canet FC | Francia | 1952 - 1953 | 16       | 4     |